# Kipps
Pour les articles homonymes, voir Kipps (homonymie).
Kipps est un roman de l'écrivain britannique H. G. Wells, paru en 1905.